# Ziggy Stardust (personage)
Ziggy Stardust is een personage, gecreëerd door de Britse muzikant David Bowie in het begin van de jaren '70.
Het personage is iconisch in de glamrockwereld en is de hoofdpersoon van Bowie's album The Rise and Fall of Ziggy Stardust and the Spiders from Mars uit 1972. Dit album vertelt het verhaal van Ziggy: een buitenaardse rockster die naar de aarde komt om de boodschap te brengen dat de planeet nog slechts vijf jaar te gaan heeft. Hij zendt een boodschap van liefde en vrede uit, maar gaat uiteindelijk ten onder aan zijn eigen succes.
Bowie heeft gezegd dat Ziggy Stardust is geïnspireerd door de rockzanger Vince Taylor, terwijl de naam afkomstig is van de Legendary Stardust Cowboy.

## Geschiedenis

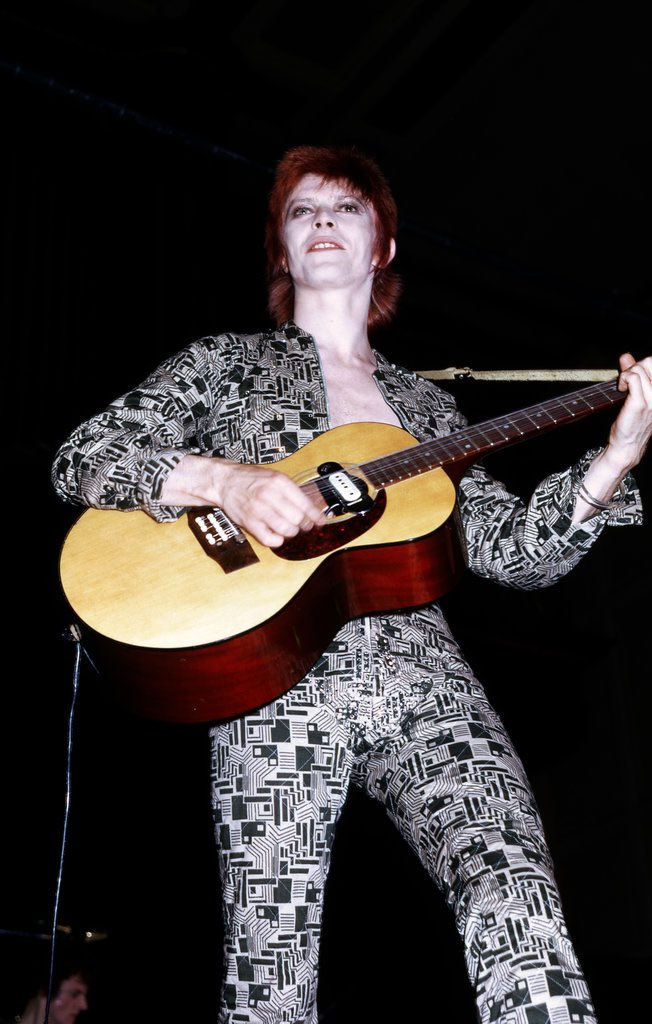
David Bowie tijdens de Ziggy Stardust and the Spiders-tournee

In 1972 en 1973 verscheen Bowie op het podium als Stardust tijdens de Ziggy Stardust Tour. Hierbij droeg hij extravagante kleding, terwijl zijn achtergrondband, bestaande uit Mick Ronson (gitaar), Trevor Bolder (basgitaar) en Mick Woodmansey (drums) The Spiders from Mars vormden.
De opvolger van The Rise and Fall of Ziggy Stardust and the Spiders from Mars, genaamd Aladdin Sane is geschreven tijdens de Amerikaanse tournee en beschreven door Bowie als "Ziggy die naar Amerika gaat".
Op 3 juli 1973 wordt Ziggy "vermoord" door Bowie tijdens de laatste show van de Ziggy Stardust Tour in de Hammersmith Odeon door te zeggen: "Van alle shows van deze tour blijft deze show ons bij in het bijzonder, omdat het niet alleen de laatste show is van de tour, maar de laatste show die we ooit doen. Bedankt", voordat hij "Rock 'n' Roll Suicide" inzet. Een groot deel van het publiek dacht dat Bowie zelf zou stoppen met optreden, maar uiteindelijk bleek het alleen om zijn personage te gaan. Dit concert is later uitgebracht onder de naam Ziggy Stardust - The Motion Picture.
Op zijn volgende album Pin Ups uit oktober 1973 wordt Bowie nog steeds bijgestaan door Ronson en Bolder, maar op zijn volgende album Diamond Dogs creëerde hij een nieuw personage genaamd "Halloween Jack" en was Ziggy Stardust voorgoed verleden tijd.